# Celadina
La Celadina [ʧelaˈdiːna] (Geladina [ʤɛlaˈdina] in dialetto bergamasco) è una periferia del comune di Bergamo, parte della circoscrizione 1.
Si trova nella parte orientale di Bergamo, al confine con i comuni di Seriate e di Gorle.
Il quartiere prende il nome dall'antica tenuta della Villa dei Tasso sui cui terreni si è sviluppato a partire dal secondo dopoguerra. La Villa dei Tasso con l'Oratorio annesso sono il vanto del quartiere: vi si organizzano eventi culturali e musicali, le visite a questa storica dimora sono l'unico momento che ricorda la grande famiglia bergamasca che, organizzando il servizio postale tra gli stati europei, ha anticipato lo spirito dell'Europa.
Alla Celadina si trovava il piazzale della fiera, dove ogni anno durante il periodo della festa di Sant'Alessandro venivano installate le giostre. Nel quartiere si trova anche il carcere cittadino e il mercato ortofrutticolo. Nella fotografia si può vedere il cosiddetto Portone del Diavolo, antica entrata della Villa dei Tasso.
Le principali attività sportive praticate nel quartiere sono il calcio, maschile, con la prima squadra della Polisportiva Celadina militante in Seconda Categoria, dopo diversi anni passati in Terza Categoria, e una particolare attenzione ai più piccoli delle diverse annate con la scuola calcio inoltre è da anni fiore all'occhiello al femminile la Pallavolo Celadina.

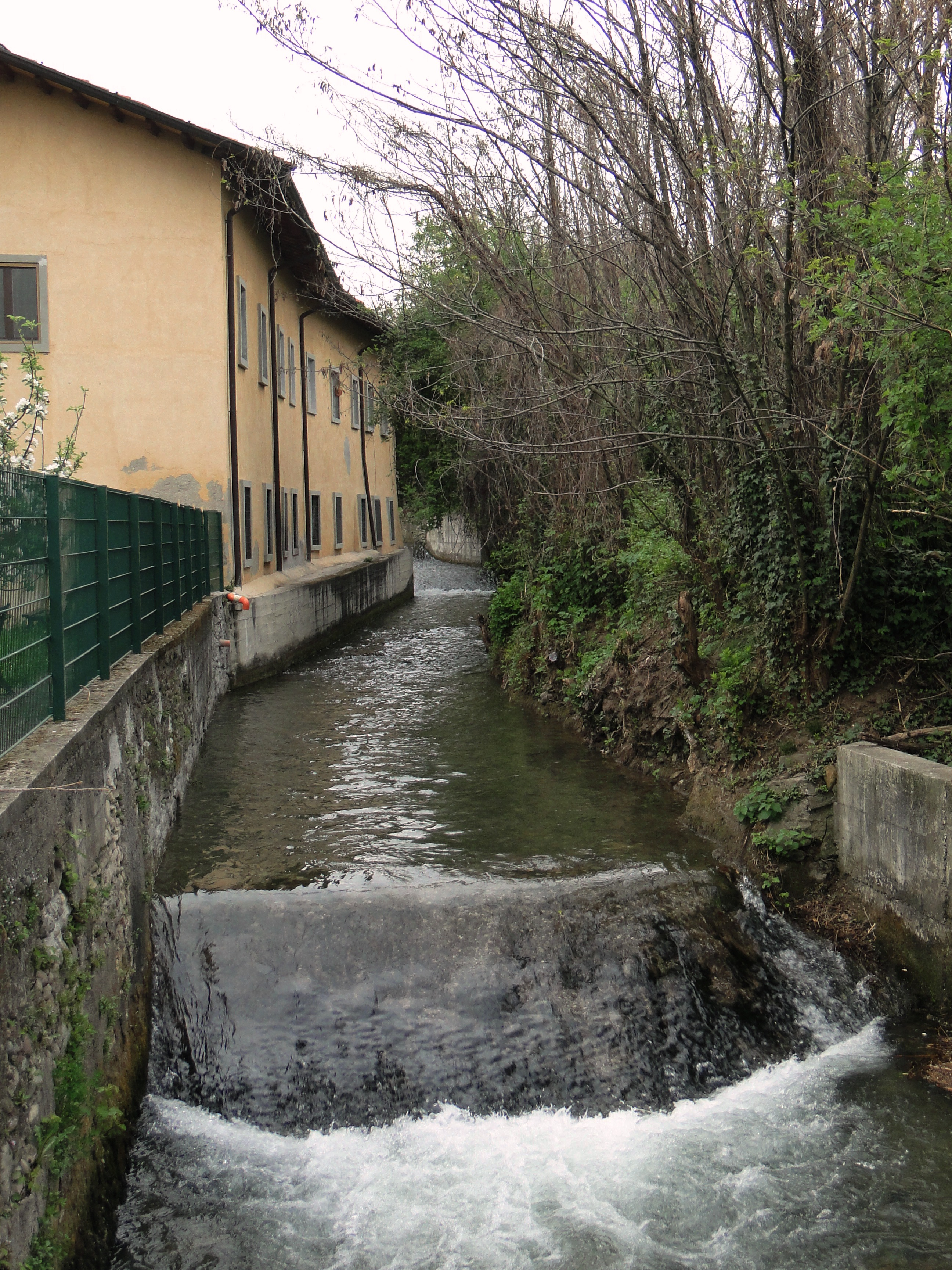
Roggia Morlana
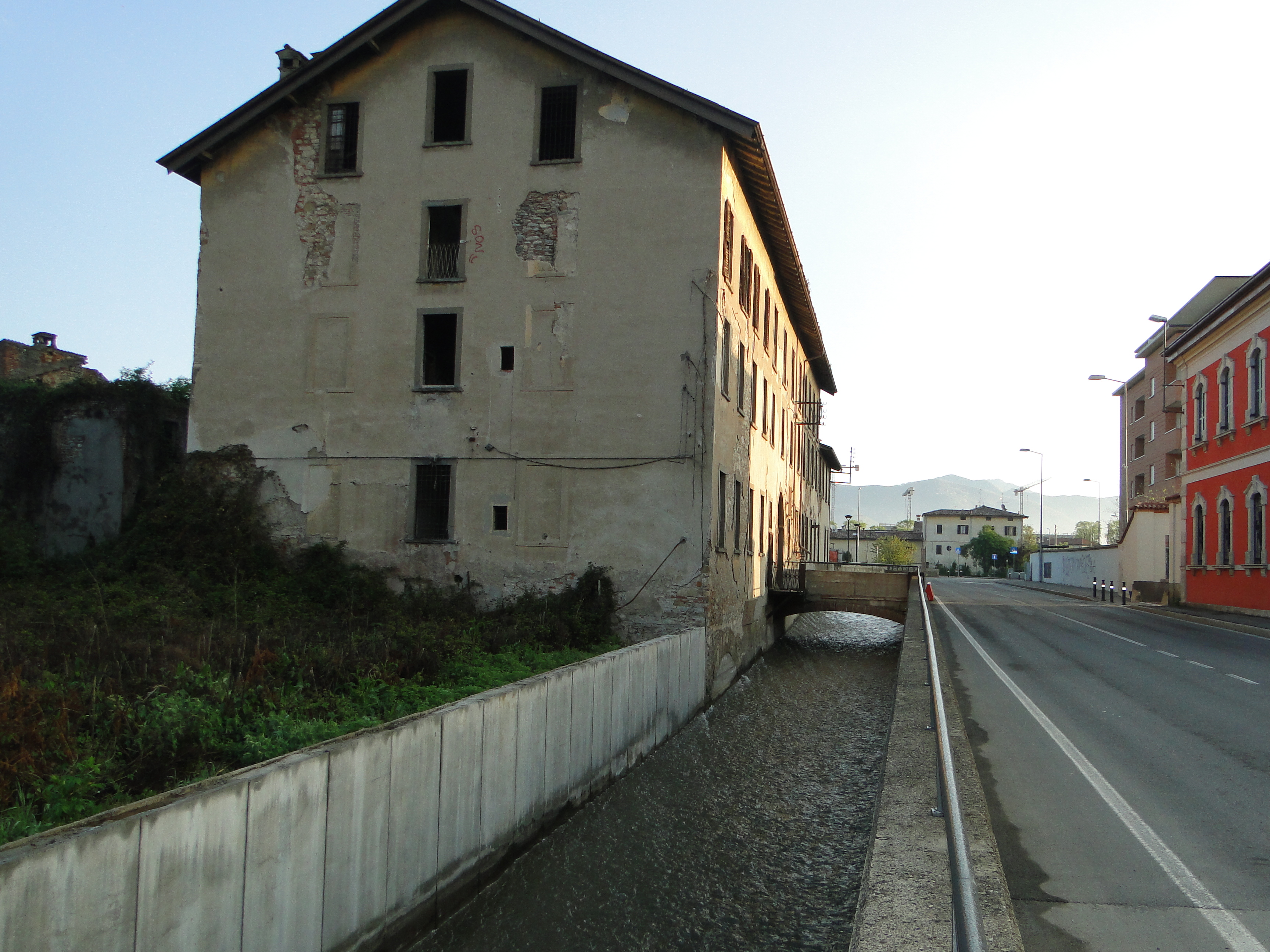
Roggia Morlana
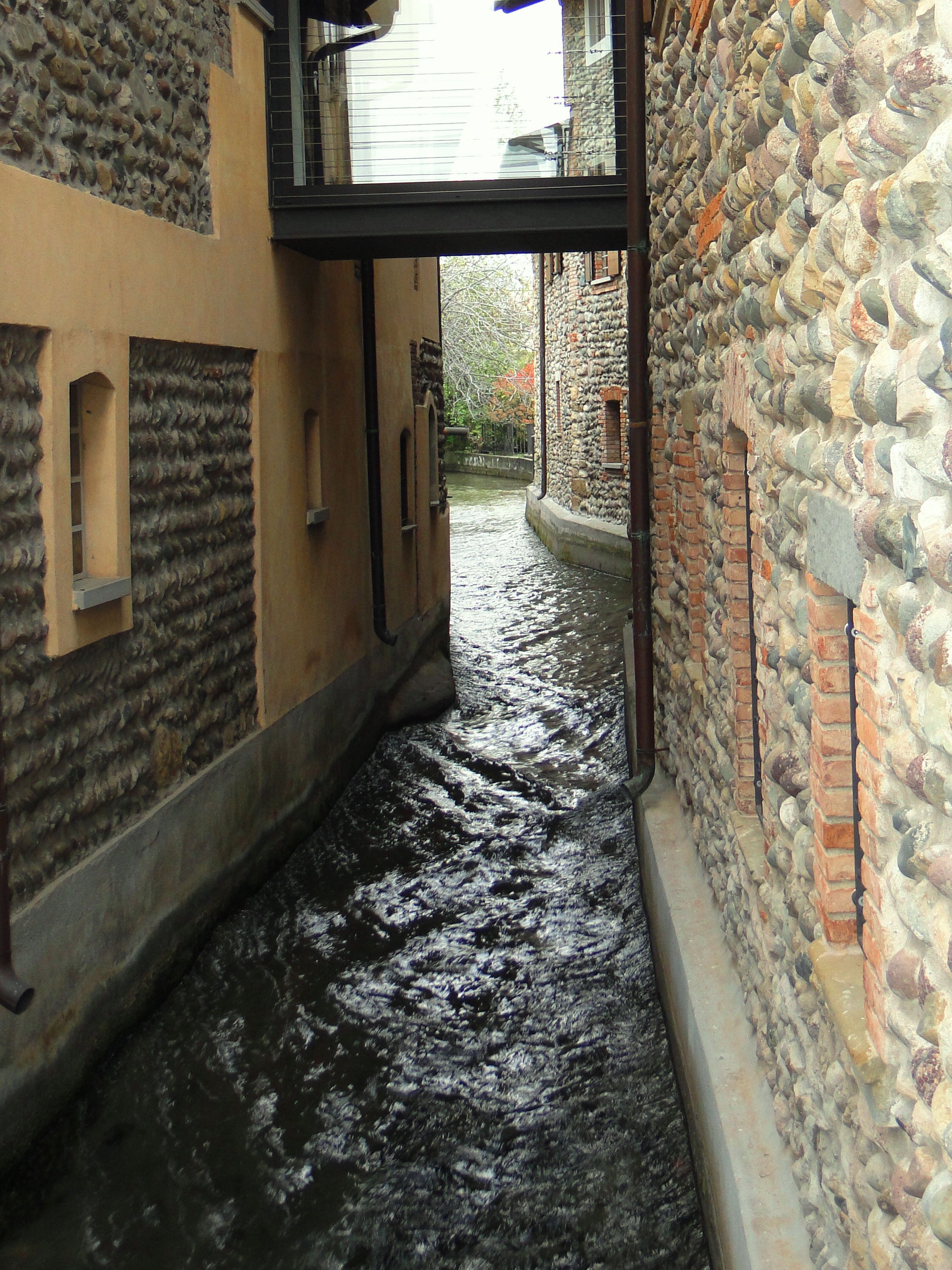
Roggia Morlana